# Mari Åberg
Mari Åberg, född Göransson den 27 augusti 1957 i Stocka, är en svensk sjuksköterska och författare. Hon var nominerad 2017 till Stora Ljudbokspriset i kategori roman för boken Och kvar stod en röd resväska.

## Författarskap
År 2013 debuterade författaren med Och kvar stod en röd resväska på eget förlag (Andra rum Förlag). Romanerna utspelar sig i mellankrigstid i Sverige och handlar om Hanna och Göran. De är till viss del verklighetsbaserade. Handlingen utspelar sig till stor del kring Göteborg, Stockholm och Finland. Löftet  kom ut 2014 och kretsar kring beredskapstiden, Petsamotrafiken och Finska vinterkriget. Vi som älskade och hatade så är Hannas och Görans gemensamma bok efter att de träffas vid krigsslutet 1945 . Ljudböckerna har lästs in av Katarina Lundgren-Hugg. Ljudboken Och kvar stod en röd resväska var i final till Stora Ljudbokspriset 2017.